# 오타촌 (오이타현)
오타촌(大田村)은 오이타현 나오이리군에 있던 촌이다.
2005년 10월 1일에 기쓰키시 및, 하야미군 야마가정과 대등합병해, 새로운 기쓰키시가 되어 소멸하였다.

## 지리
국토의 중앙 내륙에 위치하고 있다. 

## 역사
- 1954년 10월 1일 - 2개의 촌이 합병해 오타촌이 성립하였다.
- 2005년 10월 1일 - 기쓰키시, 야마가정과 대등합병해, 기쓰키시가 되어 소멸하였다.

## 교통

### 도로
- 오이타현도 제31호선
- 오이타현도 제34호선